# Раїч-Брдо
45°15′ пн. ш. 15°39′ сх. д. / 45.25° пн. ш. 15.65° сх. д.
Раїч-Брдо (хорв. Rajić Brdo) — населений пункт у Хорватії, в Карловацькій жупанії у складі громади Войнич.

## Населення
Населення за даними перепису 2011 року становило 26 осіб.
Динаміка чисельності населення поселення: